# 2770 Tsvet
2770 Tsvet è un asteroide della fascia principale. Scoperto nel 1977, presenta un'orbita caratterizzata da un semiasse maggiore pari a 2,1702983 UA e da un'eccentricità di 0,0631887, inclinata di 2,86197° rispetto all'eclittica.
L'asteroide è dedicato al botanico russo Michail Semënovič Cvet.